# Вальденівська інверсія

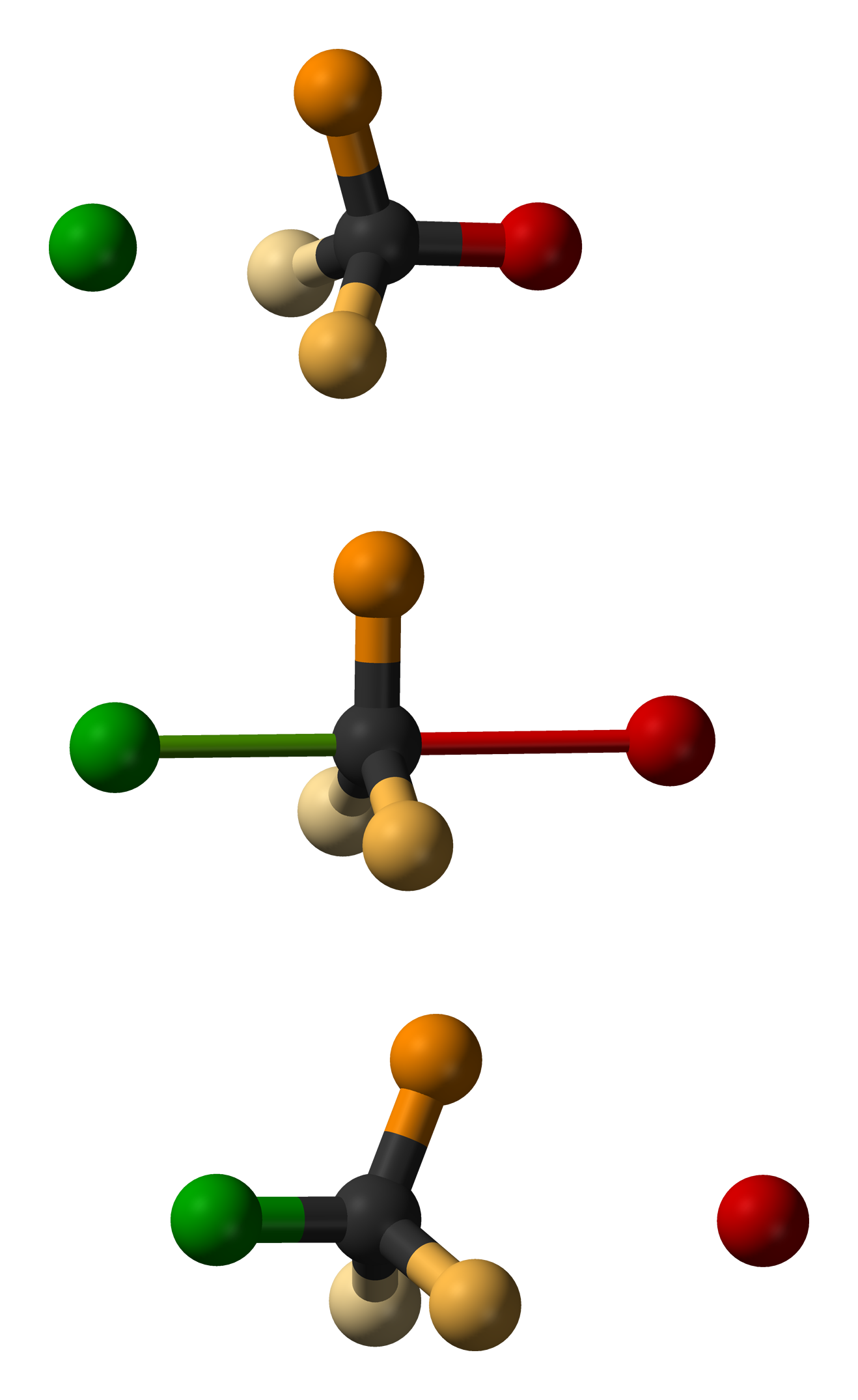
Вальденівська інверсія

Вальденівська інверсія (рос. вальденовское обращение, англ. Walden inversion) — інверсія конфігурації асиметричного центра молекули під час хімічної реакції, коли хімічна форма Xabcd (де Х — вуглець), маючи дане тетраедричне розташування зв'язків щодо Х, перетворюється в хімічну форму Xabce, яка має протилежну відносну конфігурацію. Характерне для SN2 реакцій, в яких при тетраедричному атомі C входження реагенту і від'єднання відхідної групи відбуваються синхронно таким чином, що реагент входить зі сторони, протилежної до відхідної групи, наслідком чого настає обернення хіральної конфігурації. В реакціях SN1, інтермедіатом яких виступають карбенієві йони, ймовірна атака з кожної із двох сторін площини утворюваного йона, і спостерігається повна або часткова рацемізація.
Наявність такої інверсії під час хімічного перетворення іноді вказують у хімічному рівнянні за допомогою стрілковидного символу від реактантів до продуктів, вказаного на поданій тут схемі.